# Hydroptila terbela
Hydroptila terbela är en nattsländeart som beskrevs av Wells 1990. Hydroptila terbela ingår i släktet Hydroptila och familjen smånattsländor. Inga underarter finns listade i Catalogue of Life.